# Indestructible!
Indestructible! — студийный альбом американской певицы Аниты О’Дэй, выпущенный 18 апреля 2006 года на лейбле Kayo Stereophonic. Это была последняя запись, сделанная О’Дэй, спустя семь месяцев она умерла.

## Об альбоме
Indestructible! был первым альбом О’Дэй за тринадцать лет на её звукозаписывающем лейбле Kayo Stereophonics, записанный в период с февраля 2004 по ноябрь 2005 года в the Maid’s Room, Нью-Йорк. Музыкальные аранжировки и фортепиано принадлежат Джону Колианни.

## Отзывы критиков
| Оценки критиков | Оценки критиков |
| Источник        | Оценка          |
| --------------- | --------------- |
| All About Jazz  | ·               |
| AllMusic        | [ 4 ]           |

Тодд С. Дженкинс из All About Jazz поставил две звезды альбому и отметил: «Преданным поклонникам О’Дэй, вероятно, понравится многое в этом альбоме, который, по крайней мере, должен послужить свидетельством её навыков выживания в переменчивом мире музыки. Немногие из её коллег зашли так далеко, пройдя через столь многое». Другой рецензент All About Jazz, К. Майкл Бейли, поставил уже четыре звезды, но заявил, что Indestructible! — не для слабонервных или по-настоящему привередливых, но добавил, что сохранит его в своей коллекции из-за его исторической значимости и как напоминание о том, что такое величие, каким оно было тогда и каким оно будет для всех нас.
Джонатан Видран в своей рецензии для AllMusic написал: «Диск обещает множество приятных вещей для слушателей, жаждущих услышать, как у неё идут дела в наши дни — набор замечательных песен из американского песенника, которые, за двумя исключениями („Them There Eyes“, „Is You Is“), она никогда раньше не записывала. С грустью приходится констатировать, что самопародирующая атмосфера „Gimme a Pigfoot“ (ироничный взгляд на ее бывшие пороки и пианистов) распространяется и на её благонамеренный, но очень напряженный, хриплый и тонкий вокал на протяжении всего выступления. В этой песне она явно намеренно поёт, но в остальных треках, от „Blue Skies“ до „This Can’t Be Love“, её ограниченный диапазон просто показывает её возраст, поскольку он меркнет рядом с яркими аранжировками вокруг неё. Трудно винить её за желание проверить, всё ли у нее по-прежнему, и она определенно всё ещё знает, как иногда включать обаяние. Но она просто не в состоянии исполнять мелодии так, как когда-то».

## Список композиций
1. «Blue Skies» (Ирвинг Берлин) — 2:58
2. «This Can’t Be Love» (Ричард Роджерс, Лоренц Харт) — 3:16
3. «Is You Is or Is You Ain’t My Baby» (Билл Остин, Луи Джордан) — 4:01
4. «All of Me» (Джеральд Маркс, Сеймур Саймонс) — 3:10
5. «A Slip of the Lip» (Мерсер Эллингтон, Лютер Хендерсон) — 2:39
6. «Pennies from Heaven» (Джонни Берк, Артур Джонстон) — 2:33
7. «Gimme a Pigfoot (And a Bottle of Beer)» (Кут Грант, Уэсли Уилсон) — 3:30
8. «Them There Eyes» (Масео Пинкард, Дорис Таубер, Уильям Трейси) — 3:10
9. «Between the Devil and the Deep Blue Sea» (Ирвинг Берлин) — 2:54
10. «My Little Suede Shoes» (Чарли Паркер) — 3:30
11. «The Nearness of You» (Хоги Кармайкл, Нед Вашингтон) — 5:25

## Участники записи
Музыканты
- Бас-гитара — Чип Джексон (треки 1, 2, 4, 6, 8-11), Шон Смит (3, 5, 7)
- Вокал — Анита О’Дэй (1-9, 11)
- Продюсер, художественный руководитель — Робби Каволина
- Саксофон — Томми Моримото (1, 2, 4, 6, 8-11)
- Тромбон — Розуэлл Радд (3, 5, 7)
- Труба — Стив Фишвик (3, 5, 7)
- Труба, Флюгельгорн — Джо Уайлдер (1, 2, 4, 6, 8-11)
- Ударные — Эдди Локк (1, 2, 4, 6, 8-11), Мэтт Фишвик (3, 5, 7)
- Фортепиано — Джон Коллиани (3, 5, 7), Лафайет Харрис-младший (1, 2, 4, 6, 8-11)

Продакшн
- Инженер — Питер Дебоар
- Инженер, запись, сведение — Джек Маккивер
- Мастеринг — Дэйв Макнейр
- Сведение — Робби Каволина
- Фото — Трэвис Андерсон

Все данные взяты из примечаний к альбому.